# Зельм
Зельм (нім. Selm) — місто в Німеччині, знаходиться в землі Північний Рейн-Вестфалія. Підпорядковується адміністративному округу Арнсберг. Входить до складу району Унна.
Площа — 60,34 км2. Населення становить 25 802 осіб. (станом на 31 грудня 2020).